# Haus Warschau

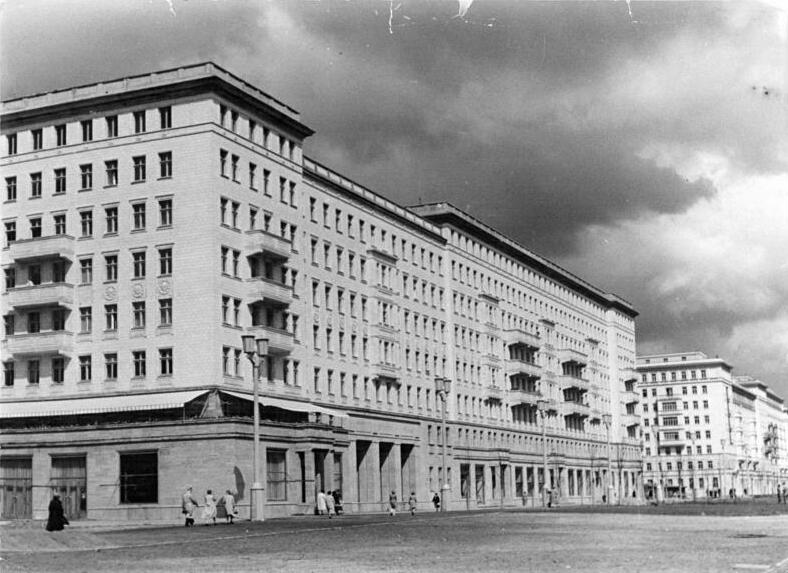
Café Warschau im Block D-Nord der Stalinallee (heute: Karl-Marx-Allee), 1953

Das Haus Warschau (auch Café Warschau) war eines der sieben von der volkseigenen Handelsorganisation (HO) betriebenen Nationalitätenrestaurants in Ost-Berlin. Das zweigeschossige Café wurde am 1. Mai 1953 im Block D des heute denkmalgeschützten Gebäudeensembles in der damaligen Stalinallee (heute: Karl-Marx-Allee 93/93a) eingeweiht.

## Baugeschichte

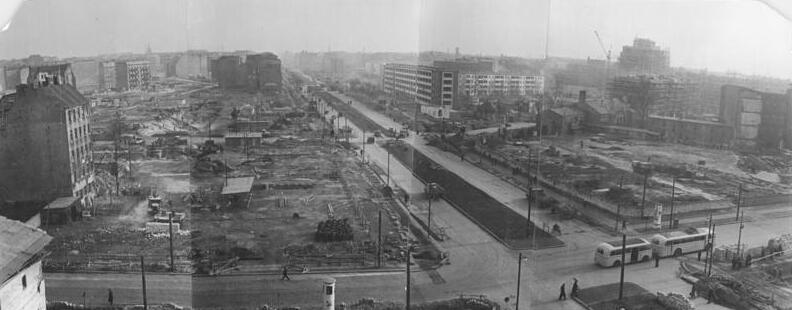
Bauplatz des Block D-Nord (links), im Hintergrund ein Laubenganghaus, entworfen von Hans Scharoun, 1952

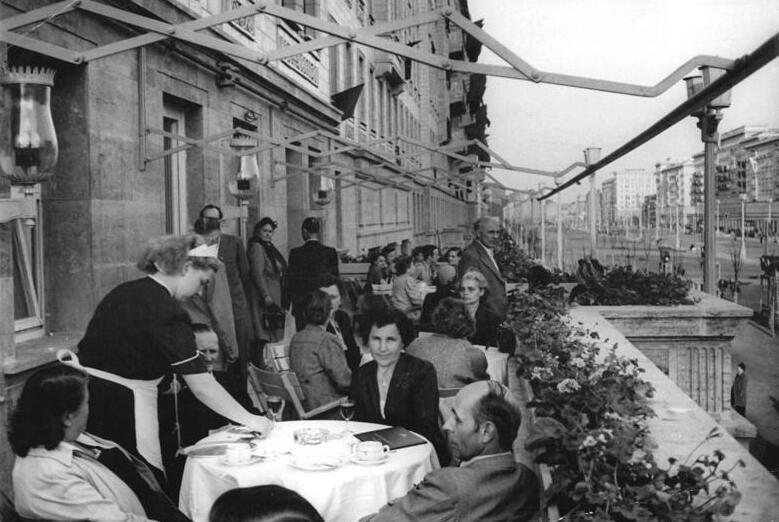
Terrasse des Café Warschau, 1953

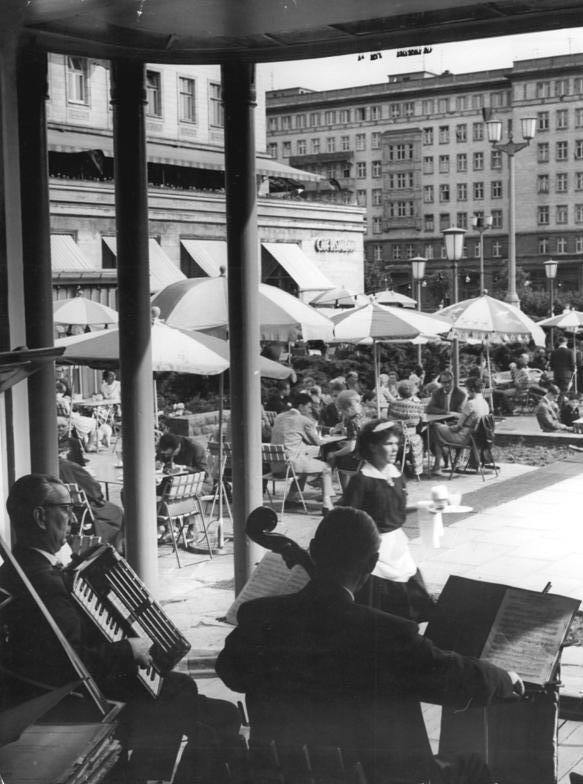
Konzert vor dem Café Warschau, 1963

Im Rahmen des Nationalen Aufbauprogramms Berlin wurde Anfang der 1950er Jahre begonnen, die im Zweiten Weltkrieg zerstörte Große Frankfurter Straße neu aufzubauen. In einer ersten Bauphase wurden im Rahmen des Programms Wohnzelle Friedrichshain die zwei Laubenganghäuser nach Entwürfen von Hans Scharoun errichtet, die die Gestaltungsmöglichkeiten des Bauabschnitts Block D maßgeblich beeinflussten.
Im Bereich des Bauplatzes des Blocks D befand sich seit 1723 das Neue Frankfurter Tor, das 1867 abgerissen wurde.
Der kürzeste Bauabschnitt der Stalinallee – der Block D – wurde nach Entwürfen von Kurt W. Leucht in den Jahren 1952 und 1953 errichtet. Die Einweihung des im Eckgebäude des Block D-Nord an der Friedenstraße befindlichen Café Warschau fand anlässlich der Feierlichkeiten zum 1. Mai 1953 statt. Ein Jahr später eröffnete auf der gegenüberliegenden Straßenseite der Friedenstraße das Haus Budapest, das ungarische Speisen und Weine anbot.
Das sich über zwei Stockwerke erstreckende Café hatte eine gediegene Inneneinrichtung in Anlehnung an das Art déco und den Berliner Klassizismus, im Stil des sozialistischen Klassizismus ausgeführt. Im Mittelpunkt des Eingangsbereichs befand sich das mit wandhohen Mosaiken verzierte Treppenhaus mit einer geschwungenen Freitreppe zum Obergeschoss. Der Innenraum war durch Säulen und Halbsäulen untergliedert, im Obergeschoss dominierte eine große geschwungene Theke die Ausstattung. Entsprechend der Gestaltungsvorgaben für die Einrichtung der Nationalitätenrestaurants wurde die Inneneinrichtung mit landestypischer folkloristischer Dekoration vervollständigt. Zur Erstausstattung des Cafés gehörten wuchtige Polstermöbel und eine Terrasseneinrichtung in der ersten Etage. Nach der Anlage der Grünanlagen in der Stalinallee wurde im Sommer auf dem Vorplatz ein Gartenrestaurant eingerichtet. Am letzten Tag des Bestehens der DDR, am 2. Oktober 1990, erfolgte der Eintrag des Gebäudes in die Denkmalliste der Stadt Berlin.
Aufgrund des langen Leerstandes verfiel das Café, und es wurde komplett entkernt. Im Jahr 2005 wurde im Erdgeschoss ein Computerspielemuseum eingerichtet, das Obergeschoss wurde umgebaut und beherbergt den Sitz des Kreisverbandes Friedrichshain der Arbeiterwohlfahrt. Dazu wurden viele Teile der Inneneinrichtung entfernt und eine Zwischendecke eingezogen, sodass die große Freitreppe jetzt ihre eigentliche Funktion verloren hat und nur noch dekorativen Charakter besitzt.

## Nutzung in der DDR

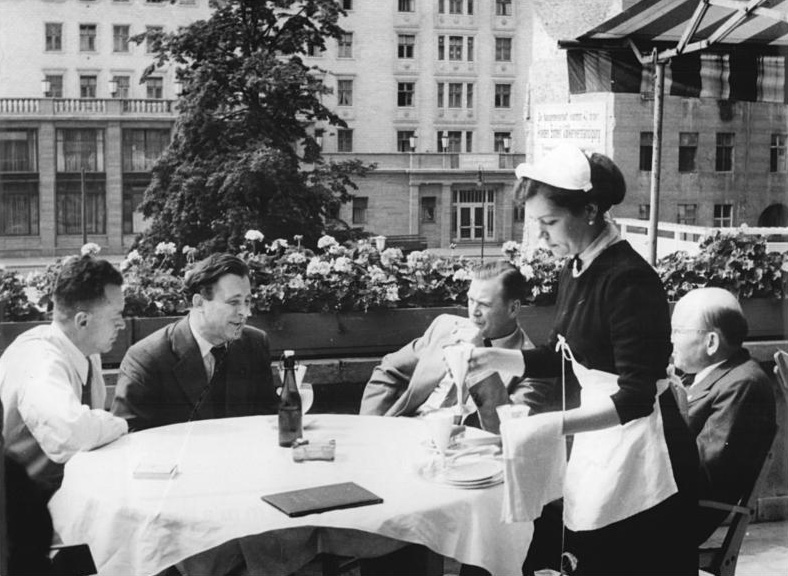
Treffen von Girnus, Henselmann, John und Correns auf der Terrasse des Cafés am 6. August 1954

Das Café Warschau war neben einem Kaffeehaus mit einem Angebot von polnischen Konditoreiwaren – wie der Warschauer Torte – eine normale Speisegaststätte, in der größtenteils von polnischen Köchen und Servicepersonal Nationalgerichte angeboten wurden. In den Sommermonaten fanden bereits Mitte der 1950er Jahre im Außenbereich Feste, Konzerte und Tanzveranstaltungen statt. Im Café Warschau fanden 400 Gäste Platz, im Sommer konnten zusätzlich 200 Personen im Bereich der Außengastronomie verköstigt werden.
Am 6. August 1954 war das Café Schauplatz einer Begegnung des damaligen Präsidenten des Bundesamtes für Verfassungsschutz Otto John mit DDR-Persönlichkeiten, die kurz nach seinem Übertritt am 20. Juli 1954 in die DDR unter ungeklärten Umständen stattgefunden hat. Auf dem Balkon fand eine Unterredung zwischen Erich Correns, Hermann Henselmann, Otto John und Wilhelm Girnus über eine mögliche Wiedervereinigung der beiden deutschen Staaten und den Aufbau der Stalinallee statt.
Das Café Warschau war auch ein beliebter Treffpunkt von Künstlern und Schriftstellern. Horst Bastian schrieb hier in den 1970er und 1980er Jahren einen Großteil seines fünfbändigen Werkes Gewalt und Zärtlichkeit.
Bis zur politischen Wende im Jahr 1989 zählte das Café Warschau zu den beliebtesten Tanzcafés in Ost-Berlin.

## Nutzung nach 1989

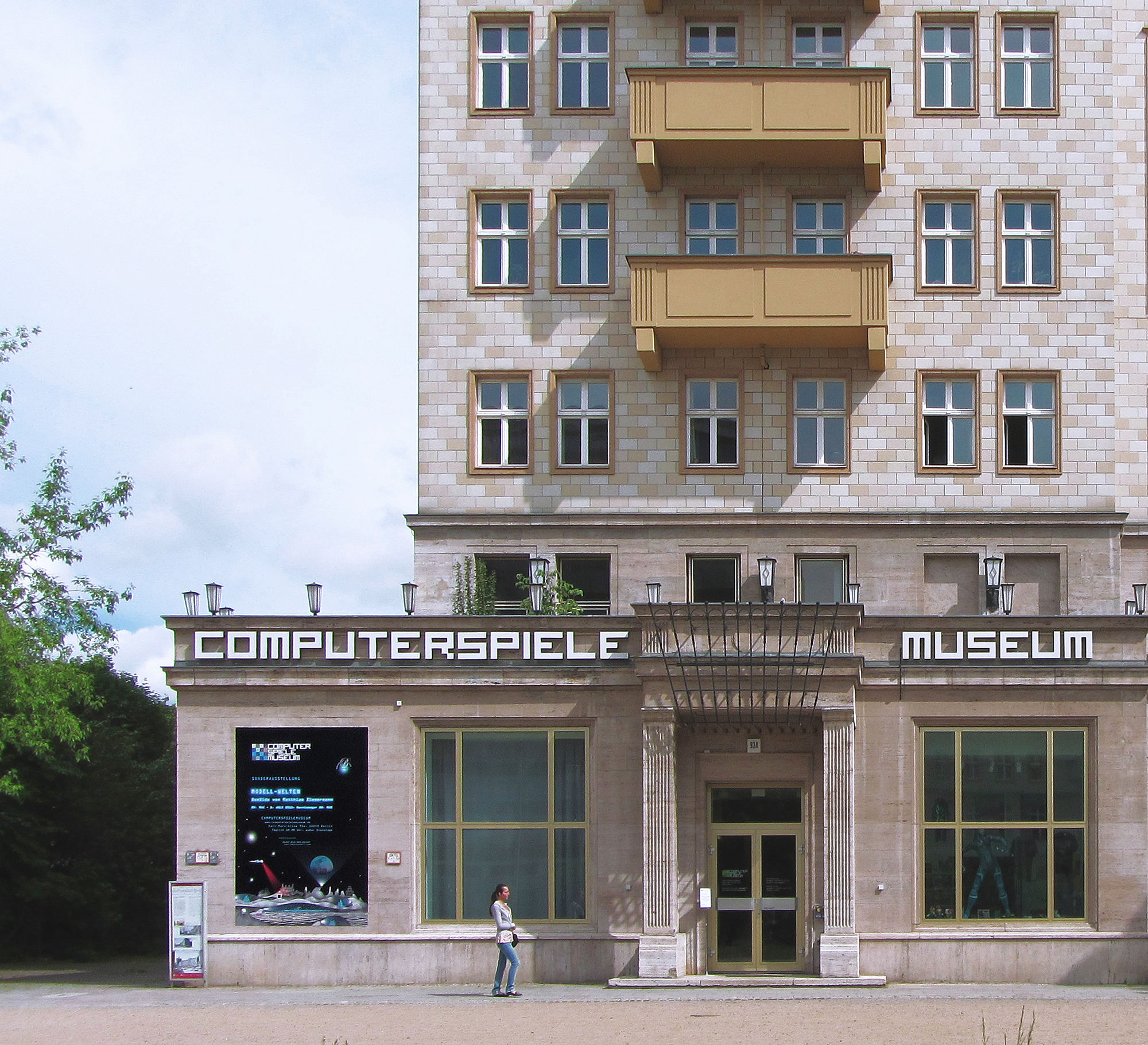
Computerspielemuseum im ehemaligen Café Warschau

Nach der Wende blieben die Gäste aus, und das Café wurde geschlossen. Mitte der 1990er Jahre war das Café verfallen, und es wurde geplant, eine Gaststätte mit einer Lokalbrauerei einzurichten.
Diese Pläne wurden jedoch nicht verwirklicht. Der Gebäudekomplex befand sich Ende des 20. Jahrhunderts im Eigentum der Depfa Bank (später der Aareal Bank), während die Eigentümerin der Außenfläche die Wohnungsbaugesellschaft Friedrichshain war. Diese komplizierten Eigentumsverhältnisse führten unter anderem dazu, dass das Café lange Zeit nicht vermietet werden konnte und weiter baulich verfiel.
Im November 2002 wurde ein neuer Betreiber, der österreichische Investor Horst Nira, vorgestellt, der bis 2004 ein Croc’s All-American Café einrichten wollte, in dem ein abendliches Showprogramm aufgeführt werden sollte.
Ab 2003 war vor dem ehemaligen Restaurant im Bereich der Außengastronomie des Cafés Warschau ein Strandcafé mit 900 Plätzen eingerichtet, für das Sand von der Insel Usedom geliefert wurde. Seit dem 21. Januar 2011 ist im Erdgeschoss das Computerspielemuseum Berlin untergebracht.
Aktuell erinnert eine Station des Informations- und Leitsystems Stalinallee mit einer Infotafel, die sich vor dem Eingang des Gebäudes befindet, an das ehemalige Café Warschau.